# Templo de Changu Narayan
O templo de Changu Narayan é um templo hindu situado no cume de uma colina, também conhecida como Changu ou Dolagiri. O templo está rodeado por uma floresta de champacas e pela pequena aldeia de Changu, sede do village development committee (município rural) de Changunarayan, no Nepal, no distrito de Bhaktapur. Situa-se 20 km a leste de Kathmandu e 7 km a norte de Bhaktapur (distâncias por estrada).
O rio Manahara corre ao lado da colina do templo, o qual é um santuário dedicado ao deus hindu Vixnu e é especialmente reverenciado pelos hindus. É considerado o templo mais antigo do Nepal. Está classificado como Património Mundial pela UNESCO, integrando o sítio "Vale de Catmandu".

## História
O templo em forma de pagode tem várias obras primas da arte nepalesa dos séculos V e XII, sendo uma das estruturas mais ricas do Nepal em termos históricos e artísticos. Segundo as lendas, existe desde 325 d.C., o reinado do rei Licchavi Hari Datta Verma.
Ali se encontra um pilar de pedra com uma inscrição de grande importância histórica, pois trata-se da primeira evidência epigráfica da história do Nepal, que relata os feitos militares do rei Mandeva, que reinou entre 496 e 524 d.C.. A inscrição prova que Changu já era um local sagrado no século III. O templo foi restaurado durante a vida de Ganga Rani, consorte de Siva Simha Malla, o rei Malla que reinou em Catmandu entre 1585 e 1614. Há registos do templo ter ardido no ano 822 do Nepal Samvat (calendário nepalês; 1702 do calendário gregoriano), tendo sido reconstruído depois. Em 1708, o rei Bhaskara Malla adicionou mais placas cobertas de cobre com inscrições em 1708.

## Lenda
Em tempos remotos, um gwala, criador de vacas, comprou uma vaca a um brâmane chamado Sudarshan. A vaca era conhecida por produzir grandes quantidades de leite. O gwala costumava levar a vaca a pastar em Changu, que nesse tempo era uma floresta de champacas. A vaca ia sempre pastar para a sombra de uma determinada árvore. à note, quando o gwala levava a vaca para casa de a ordenhava, obtinha sempre muito pouco leite. Esta situação repetiu-se durante vários dias.

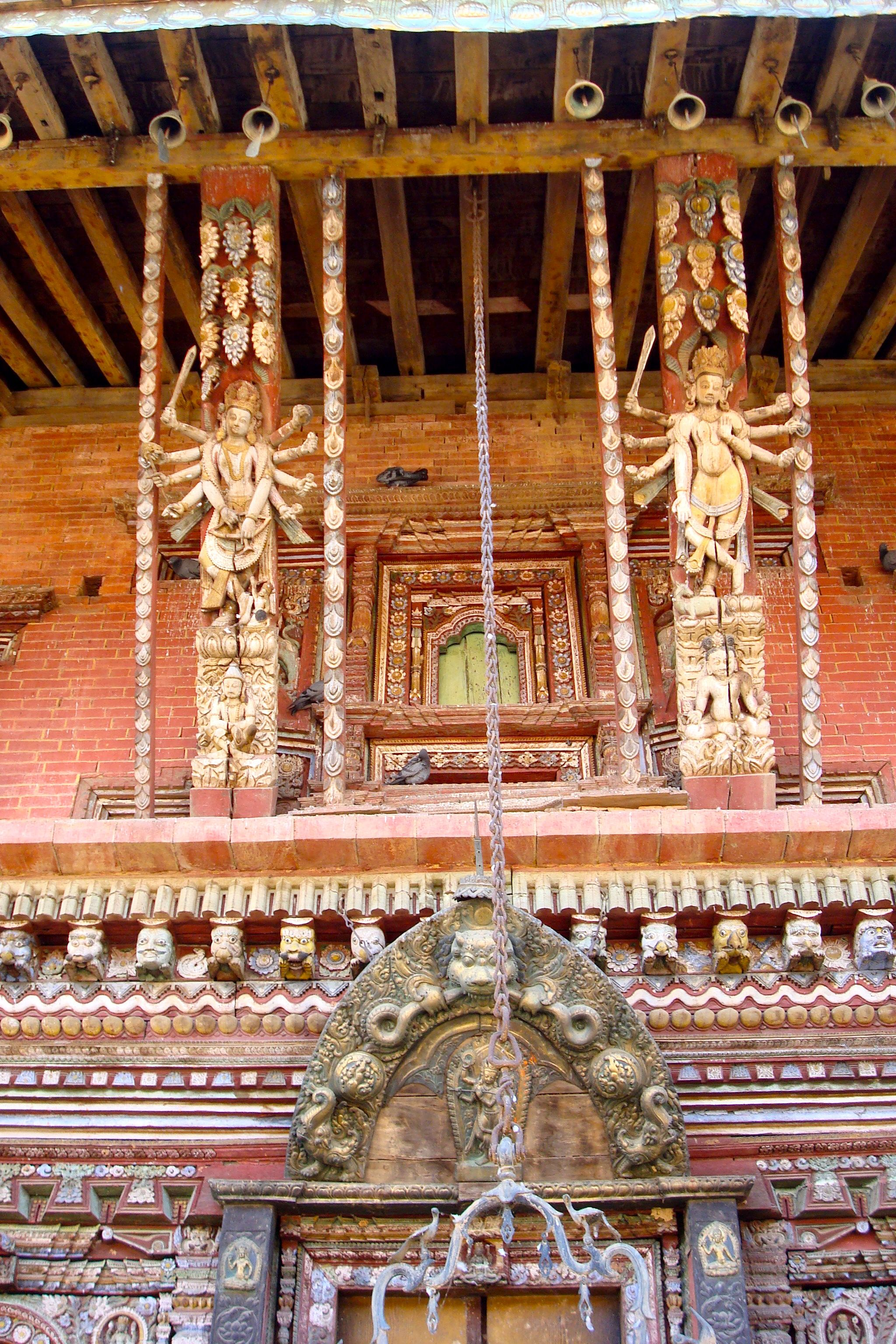
Traves esculpidas

O gwala ficou muito triste e decidiu chamar o brâmane e disse-lhe que a vaca não estava a dar leite suficiente. Depois de observar o que sucedia com os seu próprios olhos, o brâmane combinou com o gwala inspecionar as atividades da vaca durante o dia, enquanto ela pastava na floresta. O gwala e o brâmane esconderam-se atrás das árvores e assistiram às atividades da vaca. Esta foi para a sobra de uma certa champaca e, para surpresa dos dois observadores, um pequeno rapaz negro saiu da árvore e começou a beber o leite da vaca. O gwala e o brâmane ficaram furiosos e pensaram que o rapaz devia ser o demónio e que a árvore era a sua casa, pelo que cortaram a champaca. Quando estava, a derrubar a árvore, desta saiu sangue humano fresco. Os dois homens ficaram preocupados, pensaram que tinham cometido um grande crime e começaram a chorar. Da árvore saiu o Senhor Vixnu, que disse ao brâmane que não era culpa deles. Vixnu contou-lhes que tinha cometido um crime hediondo ao matar sem o saber o pai de Sudarshan enquanto caçava na floresta. Depois disso tinha sido amaldiçoado pelo crime. Vagueou depois pela terra e a sua montada Garuda acabou por descer na colina de Changu. Ali viveu no anonimato, sobrevivendo com leite roubado de uma vaca. Quando o brâmane cortou a árvore, Vixnu foi decapitado, o que o libertou dos seus pecados.
Depois de ouvir essas palavras de Vixnu, o brâmane e o gwala começaram a venerar o local e construíram um pequeno templo dedicado ao Senhor Vixnu. Desde esse dia que o local tem sido mantido sagrado. Até hoje encontramos os descendentes do brâmane Sudarshan como sacerdotes do templo e os descendentes do gwala como ghutiyars (conservadores).